# Rasmus Quist Hansen
Rasmus Quist Hansen, danski veslač, * 5. april 1980, Middelfart.
Hansen je za Dansko nastopil na Poletnih olimpijskih igrah 2004, 2008 in  2012, v disciplini lahki dvojni dvojec. Na igrah leta 2004 v Atenah je bil danski čoln četrti, v Pekingu je osvojil bronasto medaljo, leta 2012 v Londonu pa zlato.